# 鯊魚飛機

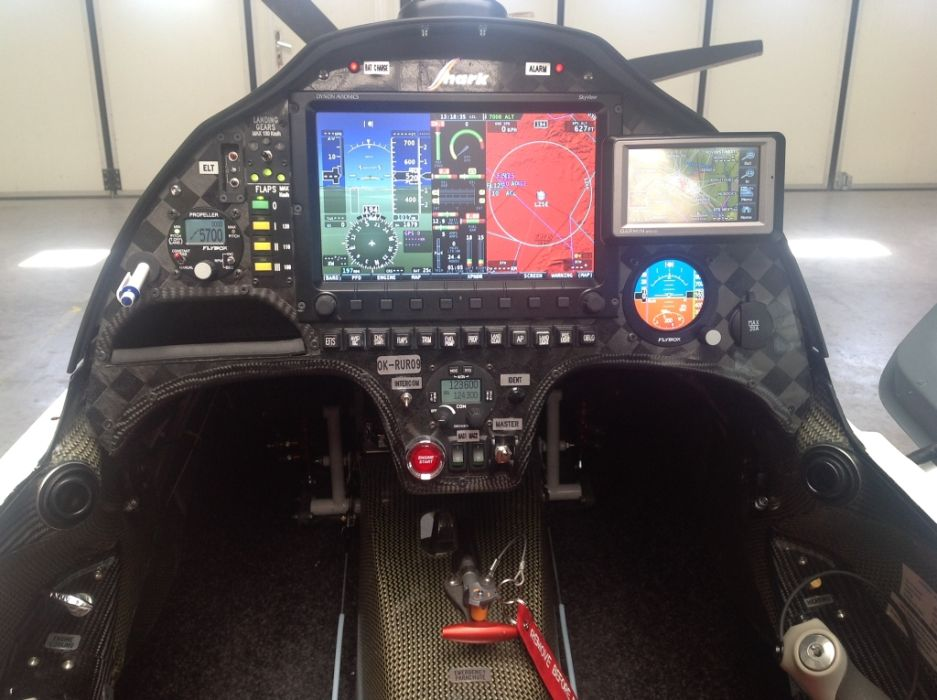
鲨鱼飛機的仪表板

鲨鱼飛機（Shark.Aero Shark）是一种单引擎、單翼轻型飞机，座艙內共有兩個座位。它于2009年8月19日首次飞行，該飛機由Shark.Aero在斯洛伐克和捷克制造。它有固定以及可伸缩的起落架機型可供选择。該飛機於2011年年中投入生产。